# Phaolô Huỳnh Đông Các
Phaolô Huỳnh Đông Các (1923–2000) là một giám mục của Giáo hội Công giáo Rôma người Việt Nam. Ông nguyên là Giám mục chính tòa của Giáo phận Qui Nhơn. Khẩu hiệu giám mục của ông là "Hòa bình Chúa Kitô trong vương quốc Ngài".
Ông sinh tại Qui Nhơn, lên 12 tuổi bắt đầu con đường tu học tại các chủng viện Công giáo khác nhau. Sau 10 năm tu học và 10 năm gián đoạn, Huỳnh Đông Các nhận chức linh mục năm 1955. Sau khi trở thành linh mục, ông được cử đi du học Rôma năm 1956 và trở thành Tiến sĩ Giáo luật năm 1959. Sau đó, linh mục Các tiếp tục du học Anh và Mỹ, đồng thời tốt nghiệp thêm hai văn bằng là Cao học Văn chương Anh và Tiến sĩ Ngữ học Anh. Về nước năm 1967, ông được bổ nhiệm làm Giám đốc Tiểu chủng viện Qui Nhơn.
Tòa Thánh bổ nhiệm Huỳnh Đông Các làm giám mục chính tòa Qui Nhơn năm 1974. Ông đảm nhiệm vai trò này cho đến năm 1999, khi hồi hưu. Trong Hội đồng Giám mục Việt Nam, ông giữ chức Chủ tịch Ủy ban Linh mục, Tu sĩ, Chủng sinh từ năm 1980 đến năm 1986 và Phó Chủ tịch Hội đồng nhiệm kỳ 1992 – 1995.

## Thân thế và tu tập
Huỳnh Đông Các sinh ngày 3 tháng 5 năm 1923 tại giáo họ Gò Dài, giáo xứ Gò Thị, giáo phận Qui Nhơn (nay thuộc xã Phước Sơn, huyện Tuy Phước, tỉnh Bình Định). Ông là hậu duệ thánh Công giáo Anrê Nguyễn Kim Thông.
Ông bắt đầu con đường tu học bằng việc gia nhập tiểu chủng viện Làng Sông, Qui Nhơn và cậu đã học tại đây từ năm 1935 đến năm 1943. Sau khi hoàn thành việc học tại Tiểu chủng viện, chủng sinh Các tiếp tục hành trình tu trì bằng việc học hai môn Triết và Thần học tại Đại Chủng viện Qui Nhơn (vì chiến tranh được dời về Làng Sông) trong ba năm từ năm 1943 đến năm 1945.

## Linh mục
Ngày 17 tháng 5 năm 1955, Phó tế Phaolô Huỳnh Đông Các được thụ phong linh mục tại Nhà thờ chính tòa Nha Trang với chủ phong là Giám mục chính tòa Giáo phận Nha Trang là Giám mục Marcel Piquet Lợi. Sau khi được chịu chức linh mục, giám mục Lợi cử tân linh mục Phaolô về làm linh mục chánh xứ giáo xứ Tịnh Sơn, thuộc tỉnh Phú Yên. Một năm sau đó, năm 1956, giám mục giáo phận quyết định cử Linh mục Huỳnh Đông Các đi du học Rôma, tại Viện Đại học Truyền Bá Đức Tin và ông đã đậu Tiến sĩ Giáo Luật năm 1959. Sau đó, linh mục Các tiếp tục được cử đi du học tại Anh và Mỹ cho đến năm 1966, và ông đậu các văn bằng Cao học Văn chương Anh, Tiến sĩ Ngữ học Anh. Sang năm 1967, ông trở về nước và được chọn làm Giám đốc Tiểu Chủng viện Qui Nhơn đến năm 1974.

## Giám mục
Ngày 2 tháng 7 năm 1974, Giáo hoàng Phaolô VI tuyên bố bổ nhiệm linh mục Phaolô Huỳnh Đông Các, Giám đốc tiểu chủng viện Qui Nhơn làm Giám mục chính tòa Giáo phận Qui Nhơn. Ngày 15 tháng 8 năm 1974, lễ tấn phong Giám mục cho vị tân chức Huỳnh Đông Các do Hồng y Agnelo Rossi, Tổng trưởng Thánh Bộ Phúc Âm Hóa Muôn Dân nước (Bộ Truyền giáo) chủ phong, tại Vương cung Thánh đường Sài Gòn. Hai vị phụ phong trong nghi thức truyền chức là Tổng giám mục đô thành Tổng giáo phận Sài Gòn Phaolô Nguyễn Văn Bình và Tổng giám mục Philípphê Nguyễn Kim Điền – Tổng giám mục Tổng giáo phận Huế. Ông là giám mục giáo phận Qui Nhơn đầu tiên xuất thân từ chính giáo phận này.
Hội đồng Giám mục Việt Nam thiết lập năm 1980, giám mục Các được chọn làm Chủ tịch Tiên khởi của Ủy ban Linh mục, Tu sĩ và Chủng sinh. Ông giữ chức vụ này trong hai nhiệm kỳ, từ năm 1980 đến năm 1986. Năm 1992, ông được chọn làm Phó chủ tịch Hội đồng Giám mục Việt Nam và giữ chức vụ này cho đến năm 1995. Ngày 5 tháng 7 năm 1999, Giáo hoàng Gioan Phaolô II viết thư mừng ngân khánh giám mục của Huỳnh Đông Các. Ngày 11 tháng 8 năm 1999, ông mừng ngân khánh giám mục và công bố việc nghỉ hưu.
Ngày 3 tháng 6 năm 2000, giám mục Huỳnh Đông Các qua đời tại bệnh viện Thống Nhất, Thành phố Hồ Chí Minh, lúc 8 giờ 40 phút, hưởng thọ 77 tuổi.

## Nhận xét
Trong thư Giáo hoàng Gioan Phaolô II gửi đến giám mục Huỳnh Đông Các, giáo hoàng viết:
Tôi biết rõ thời gian lâu dài thi hành tác vụ mà chư huynh đã trải qua cho đến hôm nay với lòng hăng say của một đức tin sốt mến, một sự tận tâm cao cả, và một ý thức ngay thẳng và tỉnh thức. Tôi xin đặc biệt nhắc đến tinh thần đi kèm với đời sống chư huynh: với bằng tiến sĩ triết học và giáo luật và sau khi được thụ phong linh mục, chư huynh đã chăm sóc trước hết cho các chủng sinh của giáo phận Qui Nhơn. Hơn nữa với lòng đạo đức vững chắc và sự hăng say vì phần rỗi các linh hồn, chư huynh đã thi hành tác vụ mục vụ cho nhiều nhóm tín hữu khác nhau.
Vào năm 1974. Vị tiền nhiệm của Tôi, Đức Phaolô VI đáng ghi nhớ đã chọn Chư Huynh, với những tài năng kể trên và khác nữa, vào số những người kế vị các Tông Đồ. Tôi biết rõ tác vụ mục vụ của chư huynh không phải là không gặp những khó khăn đi kèm, nhưng chư huynh đã chú tâm làm việc không ngừng, để giúp các tín hữu được trao phó cho, để canh tân họ nhờ qua các bí tích, và chăm sóc họ với hết quan tâm. Tôi biết chắc chư huynh tin tưởng vào Lời Chúa, như thánh tông đồ Phêrô ngày xưa, và đã trung thành thả lưới.

## Tông truyền
Giám mục Phaolô Huỳnh Đông Các được tấn phong giám mục năm 1974, dưới thời Giáo hoàng Phaolô VI, bởi:
- Chủ phong: Hồng y Agnelo Rossi, Tổng trưởng Thánh Bộ Phúc Âm Hóa Muôn Dân nước (Bộ Truyền giáo)
- Hai vị Phụ phong: Tổng giám mục đô thành Tổng giáo phận Sài Gòn Phaolô Nguyễn Văn Bình và Tổng giám mục đô thành Tổng giáo phận Huế Philípphê Nguyễn Kim Điền.

Giám mục Phaolô Huỳnh Đông Các là Chủ phong trong nghi thức truyền chức giám mục cho giám mục:
- Năm 1976, Giuse Phan Văn Hoa, hiện đang là cố Giám mục phó Giáo phận Qui Nhơn.

Giám mục Phaolô Huỳnh Đông Các là giám mục Phụ phong giám mục cho các giám mục:
- Năm 1997, Giuse Nguyễn Tích Đức, hiện đang là cố Giám mục chính tòa Giáo phận Ban Mê Thuột.
- Năm 1999, Phêrô Nguyễn Soạn, hiện đang là nguyên Giám mục chính tòa Giáo phận Qui Nhơn.